# Andy Yan
Andy Yan Cheuk Wai (Hongkong, 21 oktober 1983) is een Hongkongs autocoureur.

## Carrière
Yan begon zijn autosportcarrière in het Chinese kartkampioenschap in 1999 en won hierin de Junior-klasse. In 2003 en 2004 werd hij derde in de Super 1600-klasse van het Hong Kong Touring Car Championship. In 2005 werd hij tweede in de 2000-klasse van het Zhuhai Pan Delta Super Racing Festival en derde in zowel de N2000-klasse van het HKTCC en in de Macau Cup Race. Na enkele jaren niet geracet te hebben, keerde hij in 2008 terug in het HKTCC en sloot de Super Production-klasse als tweede af. In 2009 debuteerde hij in het Chinese Touring Car Championship en werd achtereenvolgens zevende en vijfde in de 2000-klasse.
In 2011 won Yan twee races en het kampioenschap in de 2000-klasse van het CTCC in een Ford Focus, waarop hij in 2012 overstapte naar de Super Production-klasse, waarin hij met één overwinning tweede werd alvorens het kampioenschap in 2013 te winnen met drie zeges. In 2014 zakte hij iets terug naar een vierde plaats in de eindstand, maar in 2015 won hij één race waardoor hij zijn derde CTCC-kampioenschap behaalde.
In 2015 maakte Yan ook zijn debuut in de eerste TCR Asia Series-race ooit op het Sepang International Circuit in een Ford Focus ST voor het team FRD HK Racing. Hij kwalificeerde zich als derde, waarmee hij drie kampioenschapspunten verdiende, maar viel in alle races uit en reed de rest van het seizoen niet meer in het kampioenschap. In 2016 keerde hij terug naar het CTCC en werd met twee overwinningen derde in de Super Production 2.0T-klasse. Daarnaast reed hij in de TCR Asia Series voor Liqui Moly Team Engstler in een Volkswagen Golf GTI TCR en won vijf races op het Chang International Circuit, het Shanghai International Circuit en op Sepang. Dat jaar maakte hij ook zijn debuut in de TCR International Series tijdens de race in Sepang, opnieuw uitkomend voor Engstler. Hij eindigde de races als dertiende en achtste, waardoor hij vier punten scoorde voor het kampioenschap.